# Anne Brochet

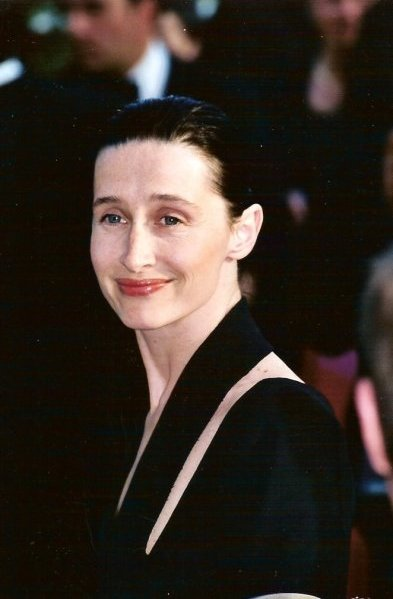
Anne Brochet (2000)

Anne Brochet (* 22. November 1966 in Amiens) ist eine französische Schauspielerin.

## Leben
Brochet tritt seit 1986 als Schauspielerin in Film und Fernsehen in Erscheinung. Ihr Schaffen umfasst mehr als 40 Produktionen. 1998 und 2013 inszenierte sie jeweils eine Dokumentation für das Fernsehen. 2011 drehte sie mit La reine s'évade einen Kurzfilm.
Sie ist die ehemalige Ehefrau des Schauspielers Gad Elmaleh, mit dem sie einen Sohn hat.

## Filmografie (Auswahl)
- 1986: Le Bal d'Irène – Regie: Jean-Louis Comolli (TV)
- 1987: Masken (Masques) – Regie: Claude Chabrol
- 1987: Verzehrende Flamme (Buisson ardent) – Regie: Laurent Perrin
- 1988: La Nuit Bengali – Regie: Nicolas Klotz
- 1988: Das ermordete Haus (La Maison assassinée) – Regie: Georges Lautner
- 1989: Tolérance – Regie: Pierre-Henry Salfati
- 1990: Cyrano von Bergerac (Cyrano de Bergerac) – Regie: Jean-Paul Rappeneau
- 1991: Die siebente Saite (Tous les matins du monde) – Regie: Alain Corneau
- 1992: Confessions d'un barjo – Regie: Jérôme Boivin
- 1994: Germaine und Benjamin (Du fond du cœur) – Regie: Jacques Doillon
- 1994: Consentement mutuel – Regie: Bernard Stora
- 1997: Gestrandet – Der Liebe ausgeliefert (Driftwood) – Regie: Ronan O’Leary
- 1997: Une journée de merde – Regie: Miguel Courtois
- 2000: Das Zimmer der Zauberinnen (La Chambre des magiciennes) – Regie: Claude Miller (TV)
- 2000: 30 ans – Regie: Laurent Perrin
- 2001: Dust – Regie: Milcho Manchevski
- 2003: Le Bonheur ne tient qu'à un film – Regie: Laurence Côte (Kurzfilm)
- 2003: Die Geschichte von Marie und Julien (Histoire de Marie et Julien) – Regie: Jacques Rivette
- 2004: Intime Fremde (Confidences trop intimes) – Regie: Patrice Leconte
- 2004: Je suis un assassin – Regie: Thomas Vincent
- 2004: Les Bottes – Regie: Renaud Bertrand (TV)
- 2004: La Confiance règne – Regie: Étienne Chatiliez
- 2004: Coup – Regie: vache – Regie: Lou Jeunet (TV)
- 2005: Stoppt das Attentat (Nom de code : DP) – Regie: Patrick Dewolf (TV)
- 2005: Immer nur ihn (La Dérive des continents) – Regie: Vincent Martorana (TV)
- 2006: Les Irréductibles – Regie: Renaud Bertrand
- 2006: Die Qual der Wahl (Poison d'avril) – Regie: William Karel (TV)
- 2006: Le Château en Espagne – Regie: Isabelle Doval
- 2007: Der Sturm zieht auf  (Voici venir l'orage...) (TV) – Regie: Nina Companéez
- 2008: Endlich Vater (Comme les autres) – Régie: Vincent Garenq
- 2009: Die Eleganz der Madame Michel (Le hérisson)
- 2010: Die Kinder von Paris (La rafle)

## Theater
- 1986: La Hobereaute von Jacques Audiberti, Regie: Jean-Paul Lucet
- 1993: Partenaires von David Mamet Regie: Bernard Stora
- 1997: La terrasse von Jean-Claude Carrière, Regie: Bernard Murat
- 1998: Giacomo le Tyrannique von Giuseppe Manfridi, Regie: Antonio Arena
- 1999: Tout contre von Patrick Marber, Regie: Patrice Kerbrat
- 2001: La jalousie von Sacha Guitry, Regie: Bernard Murat
- 2003: Bash, scènes d’apocalypse von Neil Labute, Regie: Pierre Laville
- 2005: Le miroir von Arthur Miller, Regie: Michel Fagadau

## Romane
- 2001: Si petite devant ta face (Editions Le Seuil)
- 2005: Trajet d’une amoureuse éconduite

## Auszeichnungen
- 1988: Nominierung César/Beste Nachwuchsdarstellerin für Masken
- 1990: Nominierung für den Europäischen Filmpreis als beste Schauspielerin in Cyrano von Bergerac
- 1991: Nominierung César/Beste Hauptdarstellerin für Cyrano de Bergerac
- 1991: Romy-Schneider-Preis
- 1992: César/Beste Nebendarstellerin für Tous les matins du monde